# Atair (Schiff, 2020)
Die Atair ist ein Vermessungs-, Wracksuch- und Forschungsschiff des Bundesamtes für Seeschifffahrt und Hydrographie (BSH). Das Schiff ersetzte den 1987 in Dienst gestellten, gleichnamigen Vorgängerbau. Es ist bereits das vierte Schiff mit diesem Namen bei der Bundesbehörde.

## Geschichte
Der Bau des Schiffes war im September 2014 von der Bundesrepublik Deutschland ausgeschrieben worden. Der Auftrag für den Bau wurde im Dezember 2016 an die Werft Fr. Fassmer in Berne vergeben. Die Kosten für den Neubau wurden im Bundeshaushalt 2015 mit 84,67 Mio. Euro, ab dem Bundeshaushalt 2017 mit 113,764 Mio. Euro angegeben; letztlich beliefen sich die Gesamtkosten auf 111,606 Mio. Euro.
Entwurf und Planung des Schiffes erfolgten durch die Bundesanstalt für Wasserbau.
Aus Kapazitätsgründen wurde der Auftrag für den Bau des Schiffskörpers an German Naval Yards in Kiel vergeben. Die Kiellegung des Schiffes fand am 20. Dezember 2017 statt, Aufschwimmen und Ausdocken aus dem Baudock erfolgten am 28. Februar 2019. Das Schiff wurde im März 2019 zur Endausrüstung nach Berne geschleppt. Es wurde am 30. September 2019 in Berne getauft. Die Fertigstellung des Schiffes erfolgte am 24. Juli 2020, die Übergabe an das Bundesamt für Seeschifffahrt und Hydrographie am 14. September 2020. Die offizielle Indienststellung fand am 27. April 2021 in Hamburg statt. Die Atair operiert von ihrem Basishafen, dem Fischereihafen I in Bremerhaven.
Vom Zeitpunkt der Indienststellung bis Mai 2024 hat die Atair insgesamt 30 Forschungsfahrten in Nord- und Ostsee sowie im Atlantik sowie diverse Seevermessungs- und Wracksuchfahrten durchgeführt und wurde im Rahmen von Schiffshavarien zur Wrackuntersuchung eingesetzt.

## Beschreibung
Das Schiff ist das größte Schiff des Bundesamtes für Seeschifffahrt und Hydrographie. Es ist in erster Linie für den Einsatz in der deutschen ausschließlichen Wirtschaftszone in Nord- und Ostsee, aber auch in den Küstengewässern und im Nordatlantik vorgesehen. Es wird unter anderem für geologische und ozeanographische Messungen, für die Wracksuche, in der Entwicklung und Prüfung von technischen Schiffsausrüstungen und für Aufgaben der Meeresumweltüberwachung genutzt werden. Außerdem ist es mit einer mobilen Station zur Messung von Schiffsemissionen ausgerüstet und ergänzt damit das stationäre Schiffsemissionsmessnetz an der deutschen Nord- und Ostseeküste.
Das Schiff ist mit einem diesel-gaselektrischen Antrieb ausgerüstet. Für die Stromerzeugung stehen zwei Sechszylinder-Dual-Fuel-Motoren von Wärtsilä (Typ: 6L20 DF) mit jeweils 960 kW Leistung zur Verfügung. Die beiden Motoren können mit emissionsarmem Flüssigerdgas (LNG), aber auch mit Dieselkraftstoff betrieben werden. Zusätzlich steht ein Sechszylinder-Dieselmotor von Wärtsilä (Typ: 6L20) mit 1200 kW Leistung zur Verfügung. Die Motoren sind elastisch gelagert, um die Schallemissionen im Wasser zu minimieren. Der siebenblättrige Propeller wird von einem Elektromotor mit 1000 kW Leistung angetrieben. Das Schiff erreicht eine Geschwindigkeit von rund 13 kn.
Das Schiff ist mit einem mit 330 kW Leistung angetriebenen Bugstrahlruder und einem mit 200 kW Leistung angetriebenen Heckstrahlruder ausgestattet. Als zusätzliches Bugstrahlruder steht ein mit 1000 kW Leistung angetriebener, drehbarer Pump-Jet zur Verfügung, der bei einem Ausfall der Antriebsanlage auch als Notantrieb genutzt werden kann. Alle Querstrahlsteueranlagen werden elektrisch angetrieben.
Im Vergleich zum Antrieb mit Dieselkraftstoff verringert sich bei der Verwendung von Flüssigerdgas als Treibstoff der Ausstoß von CO2 um rund 20 %, der Ausstoß von Schwefeldioxid um rund 90 % und der Ausstoß von Stickoxiden um rund 80 %. Feinstaub fällt bei der Verbrennung von Flüssigerdgas nahezu nicht an. Der Flüssiggastank fasst 130 m³. Das Schiff kann bei ausschließlicher Nutzung von Flüssigerdgas als Kraftstoff bis zu zehn Tage auf See bleiben. Für den Betrieb mit schwefelarmen Dieselkraftstoff sind einer der beiden Dual-Fuel-Motoren sowie der Dieselmotor mit einem SCR-Abgasreinigungssystem ausgestattet. Das Schiff erfüllt mit seiner Antriebsanlage die Anforderungen für das Umweltzeichen „Blauer Engel“.
Das Deckshaus befindet sich im mittleren Bereich des Schiffes mit einer davor liegenden, hohen Back. Hinter dem Deckshaus befindet sich ein 200 m² großes, offenes Arbeitsdeck. An Bord sind zwei Nasslabore, ein Trockenlabor und ein Ozeanographie- und Hydrographielabor untergebracht.
An Deck können fünf 20-Fuß-Container sowie zwei 10-Fuß-Container mitgeführt werden. Dies können Laborcontainer zur Erweiterung der Laborkapazität und Transportcontainer sein.
Am Heck des Schiffes befindet sich ein schwenkbarer Heckgalgen und auf der Steuerbordseite ein Arbeitskran, der das gesamte Arbeitsdeck bedienen kann.
Zur Ausrüstung des Schiffes gehören verschiedene Sonar- und Echolotgeräte, eine Einrichtung zur Luftschadstoffmessung, eine umfangreiche Tauchausrüstung und Taucherdruckkammer sowie zwei Vermessungsboote.
An Bord ist Platz für 18 Besatzungsmitglieder sowie 15 Wissenschaftler.